# Dollinger Gyula
Dollinger Gyula (Pest, 1849. április 10. – Budapest, 1937. március 2.) orvosdoktor, egyetemi rendkívüli tanár, a magyar ortopédia megalapozója.

## Életpályája
Dollinger Bertalan kocsikészítő és Sturm Anna fia. Középiskoláit a kegyesrendiek pesti gimnáziumában, orvosi tanulmányait ugyanott az egyetemen, a 4. tanév első felét Bécsben, a másodikat Berlinben végezte. 1874 júniusában kór-szövettani tanársegéd lett; 1875. július 17-én a budapesti egyetemen orvosdoktori oklevelet (sebészetit december 14-én, szülészetit 1877. június 16-án) nyert. Az 1876–77. tanév kezdetén a budapesti egyetem sebészeti kórházában dr. Kovács József tanár mellett műtőnövendéki ösztöndíjat nyert és 1877. június 6-án műtői oklevelet szerzett; augusztusban ugyanazon kórházban tanársegéd lett, mely állásától a tanév végével visszalépett. 1878-ban a boszniai hadjárat alkalmával a Mollináry 38. gyalogezrednél a Mokronogo melletti ütközetekben (augusztus 12–14.) csapatorvosi szolgálatokat látott el; Szarajevó bevétele után, az ott felállított tábori kórházban az egyik sebészeti osztályt vezette. A hadjáratból visszatérvén, mint volonteur (fizetéstelen gyakornok) járt be az egyetemi I. sebészeti kórházba. 1882-ben külföldi útra indult és a német-, franciaországi és angliai sebészeti és testegyenészeti  intézeteket látogatta meg; hazatérve a budapesti egyetemen a „testegyenészetből” magántanárrá habilitálták és előadásait az 1882–83. tanévben kezdte meg, az első félévben az I. sebészeti klinikán, a másodikat magángyógyintézetében folytatta. 1885-ben az országos közoktatási tanács tagja, 1883 májusában a budapesti I. gyermekmenhely műtője lett. 1889 áprilisában az irgalmas rend budai kórházának műtői teendőit vállalta el és 1891-ben kinevezték e kórház sebészeti osztályának műtőorvosává. 1891. május 4-én egyetemi nyilvános rendkívüli tanári címet nyert. 1897 és 1919 között nyilvános rendes tanár volt a budapesti egyetem I. sebészeti klinikáján.
A magyar ortopédia megalapozójaként, ezen terület nemzetközileg elismert szaktekintélyeként tartják számon. Kidolgozta a gümős csont- és ízületi betegségek konzervatív kezelését, a dongaláb nem véres helyreállításának, a csípőízületi zsugorodások visszafejlesztésének, valamint az idült ficamok sebészeti gyógyításának módszerét. Több különböző ortopédiai készüléket, csonttörések kezelésére járókötéseket készített, s a művégtag-szerkesztést is új alapokra helyezte. A dongaláb és a gacsos térd műtéti kezelését is fejlesztette, valamint a zsigeri és idegsebészet terén is jelentős munkásságot fejtett ki. Magyarországon elsőként végzett epekőműtétet, illetve a trigeminus neuralgiák (arcidegzsába) sebészi gyógykezelésével is foglalkozott. 1902-ben hívta életre az Országos Rákbizottságot, ami az első rákstatisztikát készítette. A Vöröskereszt keretében megszervezte az önkéntes ápolónői intézményt, szorgalmazta az ápolónőképzést. Az első világháború alatt kórházat, utókezelő intézetet és művégtaggyárakat létesített. A Budapesti Orvosegyesület, a budapesti és az Országos Orvosszövetség elnöke volt több éven keresztül.

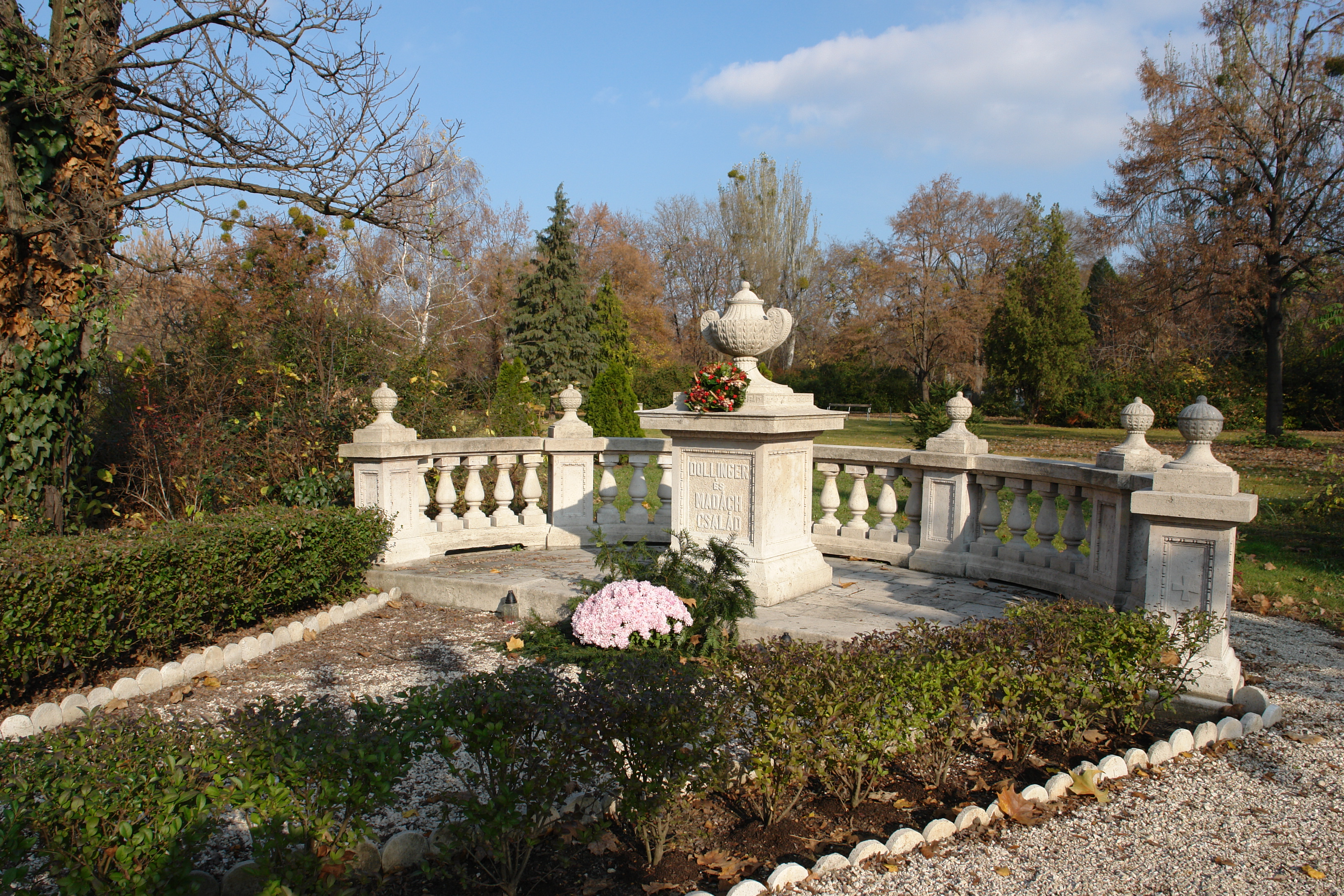
A Dollinger család díszsírhelye a Fiumei úti sírkertben (27-1-48)

## Írásai
Orvosi cikkei a következő lapokban és folyóiratokban jelentek meg: Orvosi Hetilap (1874. A bélhártya izomrendszerének külső körkörös rétege, Közlemények Navratil tanár kórodájából; 1876. A veleszületett csípőízületi ficam, ugyanez németül az Archiv für Clin. Chirurgie-ban, 1877. Tanulmányok Kovács József tanár sebészeti kórodájából: A nyelv gombaforma szemölcseinek tömlős elfajulása, A térdkalács előtti nyáktömlő szemölcs, Adat a tüdőlövések kórisméjéhez, ugyanezek a Langennek Archiv für clin. Chirurgieben; 1878. Levelek Serajevóból, 1880. A húgycső függő, merevencsés részének kettőzete és ennek műtéte, ugyanez a Pester Med. Chirurg. Presse-ben, 1881. Az oldalgörnye ujabb gyógykezelése, ugyanez a P. Med. Chir. Presse-ben, Gyógyult dongaláb, tudományos körutazását tárgyaló levelek, 1882. A gacsos térd kezelésének áttekintése egy műtött eset bemutatásával, A genyedő csigolya-gyulladás korai művi kezelése, ugyanez a P. Med.-Chir. Presseben 1883-ban, 1883. Kézficzam az előkar hajlító oldalán, 1884. Masszállással kezelt kóresetek, 1885. A genyes csigolya-gyulladás korai művi kezelése, ugyanez a W. Med. Wochenschriftben, Adatok a csigolyagyulladás tanához, ugyanez a P. M. Ch. Presseben, Adatok a ferde nyak kórokához és gyógykezeléséhez, ugyanez a P. M. Ch. Presseben, Adatok a gerinczoldal-görnye gyógykezeléséhez, Adatok a gacsos térd gyógykezeléséhez, különös tekintettel a Macewen-féle bütyök feletti osteotomiára, ugyanez az 1886. Wiener Med. Wochenschriftben, 1886. A hydrorrhachis osteoplasticus műtéte, ugyanez a W. Med. Ch. Presseben, Massage-zsal kezelt kóresetek, ugyanez az 1888. W. M. Ch. Presseben, 1887. Örök lékenyek-e a veleszületett és a később szerzett elferdülések? Ugyanez a W. Med. Wochenschriftben, Az angolkóros alszárelhajlások kezelése csontátvéséssel, 1888. Az első 130 térdizületi zsugorodás és merevségnél tett kórtani gyógykezelési tapasztalataim, 1889. Adatok a gümőkóros csontbántalmak jodoformkezeléséhez, ugyanez a Centr. f. Chirurgie-ban, Adatok a gümőkór öröklési kérdéséhez, ugyanez a Centr. f. Chirurg.-ban, 1890. Az alsó végtagokon végzett osteotomiáról, Néhány szó a draincső nélküli sebekezeléshez, 1891. A gümős csípőizületi lob, zsugorés merevség gyógykezelése, ugyanez az 1892. Deutsche zeitschrift für orthop. Chirurgie-ban, A bélsipolyok gyökeres műtétének és a féregnyujtvány csonkításának egy gyógyult esete, 1892. A fanizület resectiója a fancsontok izületi végeinek necrosisa miatt, A Macewen-féel radicalis sérvműtét két esete, Gyomorsipolyképzés rákos bárzsingszükülés miatt); a Gyógyászatban (1880. Kovács József tanár igazgatása alatt álló egyetemi sebészeti kórház működésének kimutatása az 1877-78. tanévben), a Wiener Med. Wochenschriftben (1886. Messungen zur Gypspanzerbehandlung der Skoliose), a Centralblatt für Chirurgie-ban (1888. Das Zurückbleiben im Wachsthume der kranken Exremität bei tuberkulöser Kneigelenksentzündung, 1889. Wann soll der tuberculose Wirbelabscess geöffnet werden, 1891. Schenkelhalsbruch geheilt mit Silberdrahtnath, Ein Fall von Spondylosithesis), a Magyar Orvosok és term. Munkálataiban (XX. 1880. A hugycső merevencses részének kettőzete és ennek műtéte), a Term. Közlönyben (1887. 1890-91. cikkek), a Magyar Orv. Archivumban (1891. A hűdött izületek műtéti rögzitése gyermekhűdésnél, ugyanez a Centr. f. Chir.-ban, francziául is megjelent, Az erős állandó villamos áram hatása az idült gümős izületi lobokra.) Mind ezen czikkek különlenyomatban is megjelentek.

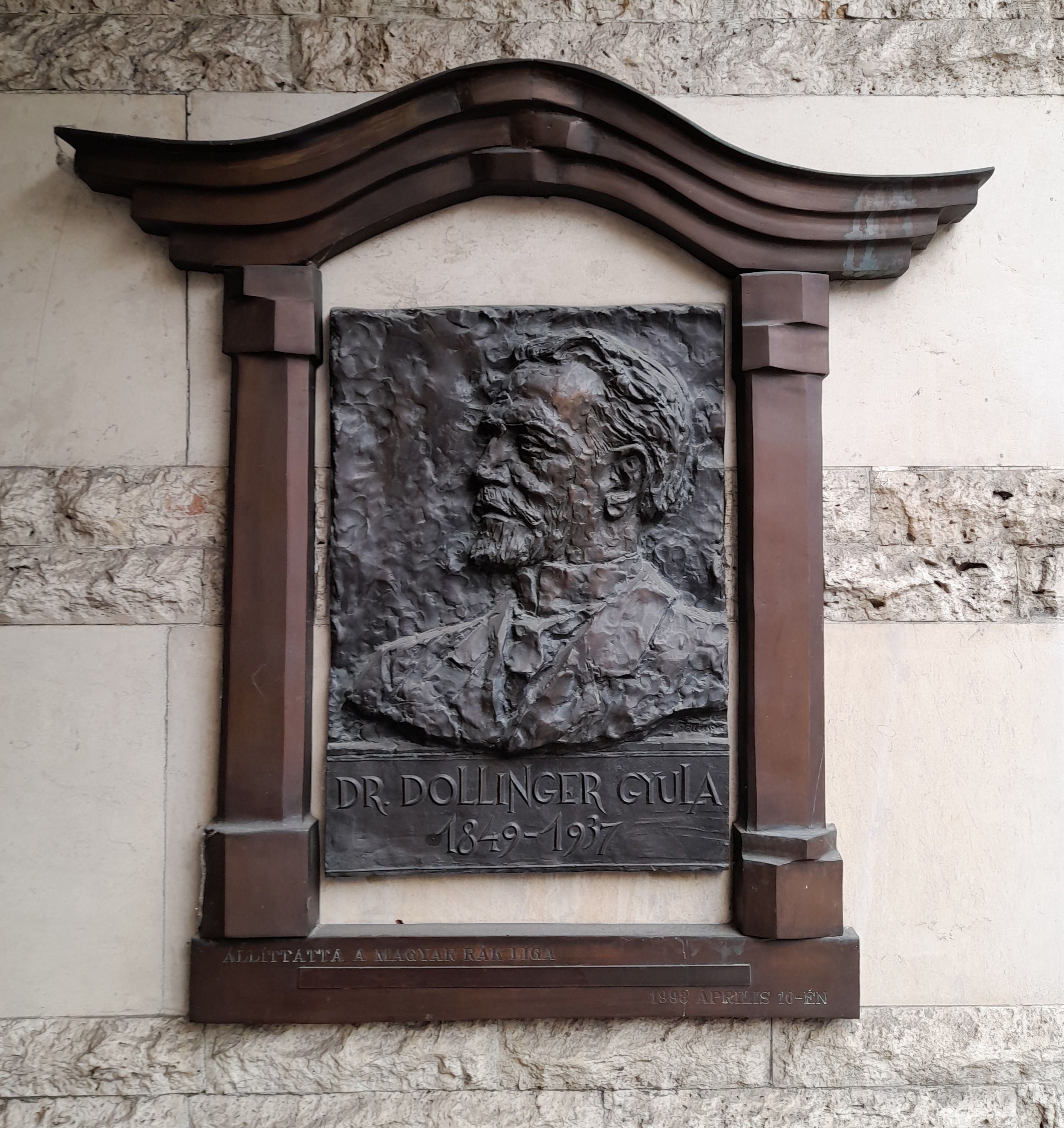
Emléktáblája, Budapest, XII. kerület, az Országos Onkológiai Intézet Kék Golyó utcai bejáratánál. Alkotó: Szöllőssy Enikő

## Munkái
- A massage, gyakorló orvosok számára. Budapest, 1884. (Orvosi könyvkiadó-társulat Kiadványa XLIV. Ism. Orv. Hetilap. 2. átdolgozott és magyarázó kórtörténetekkel bővített kiadás. Budapest, 1887.)
- Az emberi test elferdüléseiről. Budapest, 1887. (Népszerű term. előadások Gyűjteménye 58.)
- Die Massage für praktische Aerzte und Mediziner. Stuttgart, 1890.
- A gyermekek egynehány elgörbüléséről. Budapest, 1890.
- Orvosi jelentés az ifjuság testi neveléséről. Budapest, 1890.
- Az ifjuság testi neveléséről. Budapest, 1891. (Két jelentés; a második Suppan Vilmosé. Ugyanez németül. Stuttgart, 1891.)
- A gyermek testi ápolásáról. (Budapest, 1891. Többekkel együtt.)
- A IV. szünidei orvosi cursus tervezete. 1891. szept. 7-től 19-ig bezárólag. Budapest, 1891.